# Opština Kočani
Kočani (makedonsky Кочани) je opština ve Východním regionu v Severní Makedonii. Kočani je také název města, které je centrem opštiny.

## Geografie
Opština sousedí na severu s opštinou Kriva Palanka, na západě s opštinami Kratovo a Probištip, na východě s opštinami Makedonska Kamenica a Vinica, a na jihu s opštinami Češinovo-Obleševo a Zrnovci.
Centrem opštiny je město Kočani. Pod něj spadá dalších vesnic:
| Vesnice      | Obyvatelé |
| ------------ | --------- |
| Beli         | 466       |
| Bezikovo     | 8         |
| Crvena Niva  | 0         |
| Dolni Podlog | 476       |
| Dolno Gradče | 0         |
| Glavovica    | 59        |
| Gorni Podlog | 704       |
| Gorno Gradče | 13        |
| Grdovci      | 1 288     |
| Jastrebnik   | 48        |
| Kostin Dol   | 116       |
| Leški        | 29        |
| Mojanci      | 556       |
| Nebojani     | 46        |
| Nivičani     | 343       |
| Novo Selo    | 15        |
| Orizari      | 3 776     |
| Pantelej     | 64        |
| Pašaďikovo   | 0         |
| Polaki       | 113       |
| Preseka      | 68        |
| Pribačevo    | 388       |
| Pripor       | 1         |
| Rajčani      | 33        |
| Rečani       | 13        |
| Trkanje      | 1 225     |
| Vraninci     | 10        |

## Demografie
Podle sčítání lidu z roku 2002 žije v opštině 38 092 obyvatel. Etnickými skupinami jsou:
- Makedonci – 35 472 (93,1 %)
- Romové – 1 951 (5,1 %)
- Turci – 315 (0,8 %)
- ostatní